# Borneo
Borneo (en malayo: Borneo, en indonesio: Kalimantan) es la tercera mayor isla del mundo (después de Groenlandia y Nueva Guinea) está ubicada en el sudeste de Asia, en el centro de Insulindia. Administrativamente, la isla se encuentra dividida entre Brunéi, Malasia e Indonesia, siendo la única isla del mundo compartida por tres países. Los indonesios se refieren a la isla en el idioma indonesio como Kalimantan. La región de Malasia en Borneo se suele llamar Malasia Oriental o Borneo malayo. La nación independiente de Brunéi ocupa dos pequeños enclaves en la costa norte, y es el país más rico y desarrollado de la isla.
Borneo se encuentra dividida en varias provincias y estados:
- Las provincias de Borneo Central, Borneo Meridional, Borneo Septentrional, Borneo Occidental y Borneo Oriental, en el sur de la isla, pertenecientes a Indonesia.
- Los estados de Sabah y Sarawak, y el territorio federal de Labuán, en el norte de la isla, pertenecientes a Malasia.
- El Estado de Brunéi, país independiente, en dos pequeños enclaves en la parte central de la costa norte de la isla.

## Etimología
La isla es conocida por muchos nombres. Internacionalmente se conoce como Borneo, derivado del contacto europeo con el Imperio de Brunéi en el siglo XVI durante la Era de los Descubrimientos. En un mapa de alrededor de 1601, se hace referencia a la ciudad de Brunéi como Borneo, y también se etiqueta a toda la isla como Borneo. El nombre Borneo puede derivar de la palabra en sánscrito váruṇa (वरुण), que significa "agua" o Varuna, el dios hindú de la lluvia.
La población local lo llamaba Klemantan o Kalimantan, que derivó de la palabra sánscrita Kalamanthana, que significa "tiempo ardiente" posiblemente para describir su clima tropical cálido y húmedo. El historiador indonesio Slamet Muljana sugiere que el nombre Kalamanthana deriva de los términos sánscritos kala]' (tiempo o estación) y manthana (agitar, encender o crear fuego por fricción), que posiblemente describe el calor del clima.
En épocas anteriores, la isla era conocida con otros nombres. En 977, Registros chinos comenzó a utilizar el término Bo-ni para referirse a Borneo. En 1225, también fue mencionada por el funcionario chino Chau Ju-Kua (趙汝适). El manuscrito javanés Nagarakretagama, escrito por el poeta de la corte Majapahit Mpu Prapanca en 1365, menciona la isla como Nusa Tanjungnagara, que significa la isla del Reino de Tanjungpura. No obstante, en el mismo manuscrito también se mencionan Barune (Brunéi) y otras entidades políticas de la isla.

## Historia
El descubrimiento para occidente de la isla de Borneo fue realizado por los navegantes Juan Sebastián Elcano y Magallanes, quienes arribaron a sus costas en el año 1521. La historia de Borneo está estrechamente relacionada con Filipinas. Cuando el archipiélago filipino fue sometido por el navegante español Miguel López de Legazpi, una flotilla del sultán de Borneo auxilió a los príncipes de Manila, ya que uno de aquellos príncipes era oriundo de Borneo.
En 1577, cuando un pretendiente al trono de Borneo llamado Sirela solicitó el apoyo de España, el gobernador español de Filipinas, Francisco de Sande, zarpó de Manila con una escuadra de 30 bajeles y 2200 hombres. Proclamado Sirela rey, el nuevo monarca prestó homenaje a España y ofreció a los españoles el territorio de Sabah y algunos asentamientos de Borneo y dichos territorios fueron incluidos en la Capitanía como parte del Imperio español. Pero entonces el soberano destronado buscó refugio en las islas Molucas, solicitando el auxilio de los portugueses, quienes aspirando también a la posesión de Borneo, organizaron una flota que bajo las órdenes de Héctor Brita venció a Sirela, quien huyó a Manila y solicitó nuevamente el apoyo de España. Estos enviaron al capitán Gabriel de River con un pequeño ejército que derrotó a los ocupantes y restableció a Sirela en el gobierno.
El pabellón español en la región septentrional de la isla fue levantado por Rafael Omen de Acevedo en el año 1648, al vencer a los nativos camucones. Pero en la última mitad del siglo XVII España tuvo que reconcentrar sus fuerzas en Luzón por falta de efectivos, ofreciendo a los piratas de la región libertad para que actuaran. A principios del siglo XVIII los tirones, que dependían del sultanado de Joló (isla situada entre Filipinas y Borneo) se hicieron independientes.
En 1761 Inglaterra celebró un tratado con Joló, por el cual la Compañía Británica de las Indias Orientales adquirió el litoral norte de Borneo, desde el río Kunanis hasta la bahía de Melledu. En 1771 esta misma compañía ocupó con 400 hombres la isla de Balambamgan, pero habiendo captado la enemistad de los nativos, fueron todos pasados a cuchillo. El soberano javanés Bantam cedió a los neerlandeses en 1778 unos territorios de la costa oriental de Borneo cuyo dominio poseía por derecho de herencia. Esta cesión tuvo gran importancia en el futuro, ya que fue considerada como fundamento jurídico de la soberanía que ejerció Holanda en gran parte de la isla.
A fines del siglo XVIII y principios del XIX los piratas joloanos hicieron imposible el comercio en la zona. Con el objetivo de reducir a los corsarios, partió de Manila una escuadra española que en 1851 bombardeó y tomó la capital de Joló. A través de la firma de un tratado este territorio y todas sus dependencias pasaron a formar parte de los dominios de España en el archipiélago de Joló; y para desvanecer toda duda con respecto a Borneo, el sultán Mahamad-Diamarol Alam declaró en 1862 que el grupo de las islas de Joló y Tawi-Tawi pertenecían a los españoles por derechos de conquista y anexión. El Tratado de Licup, firmado el 22 de julio de 1878, también reconocía el dominio eminente de España sobre el archipiélago y sus dependencias. Pero las negociaciones diplomáticas entabladas ese mismo año a causa del establecimiento de la British North Borneo Company en el norte de la isla, tuvieron como resultado el protocolo del 7 de mayo de 1885, donde suscrito por los representantes de España, Inglaterra y Alemania; declaraba que a cambio del reconocimiento de la soberanía española en Joló, el gobierno de este país debía renunciar a favor de Inglaterra, a cualquier pretensión de soberanía sobre los territorios del continente de Borneo y de las islas vecinas de Balambamgan, Banguey y Manali, así como a todos los territorios comprendidos en una zona de tres leguas marítimas a lo largo de la costa, que formaron parte de los territorios administrativos de la British Company hasta 1905.

### Historia temprana

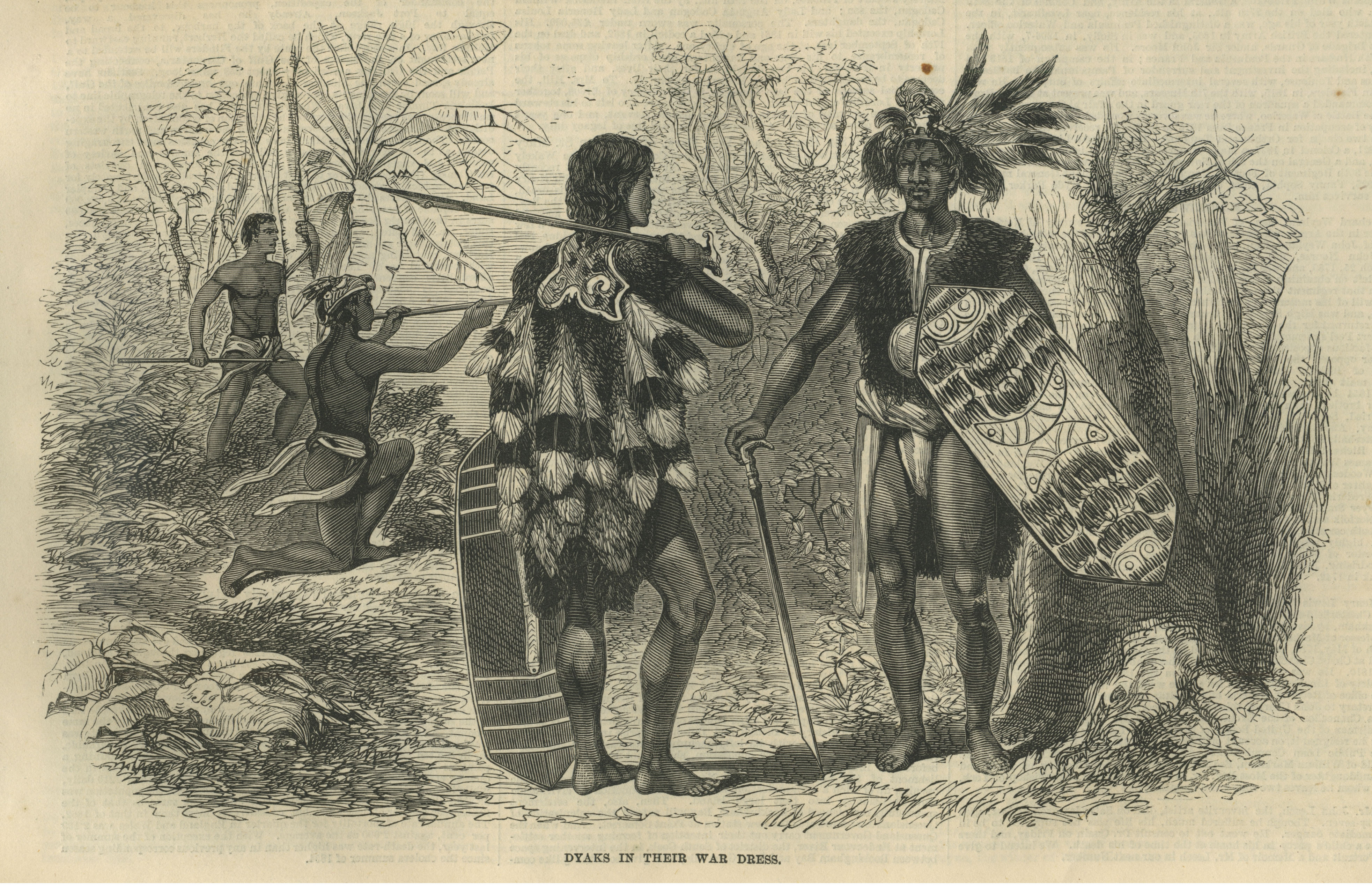
Los Dayak pueblo indígena de la isla, eran temidos por sus prácticas de caza de cabezas.

En noviembre de 2018, los científicos informaron del descubrimiento de la pintura de arte figurativo más antigua conocida, de más de 40.000 (quizás hasta 52.000) años de antigüedad, de un animal desconocido, en la cueva de Lubang Jeriji Saléh en la isla de Borneo.
Según los antiguos chinos (977),: 129  manuscritos indios y japoneses, las ciudades costeras occidentales de Borneo se habían convertido en puertos comerciales en el primer milenio d. C. En los manuscritos chinos, oro, alcanfor, caparazón de tortuga,  marfil de cálao,  cuerno de rinoceronte, grulla,  cera de abejas, madera de laka (un duramen perfumado y madera de raíz de una gruesa liana, Dalbergia parviflora), sangre de dragón, ratán, nidos de pájaro comestible y varias especias se describían como algunos de los artículos más valiosos de Borneo. Los indios llamaron a Borneo Suvarnabhumi (la tierra del oro) y también Karpuradvipa (isla del alcanfor). Los javaneses llamaron a Borneo Puradvipa, o isla del diamante. Los hallazgos arqueológicos en el delta del río Sarawak revelan que la zona fue un próspero centro de comercio entre la India y China desde el siglo VI hasta aproximadamente 1300.

Pérdida territorial de la talasocracia del Sultanato de Brunéi desde 1400 hasta 1890 debido al inicio del imperialismo occidental

Los pilares de piedra con inscripciones en escritura Pallava, encontrados en Kutai a lo largo del río Mahakam en Kalimantan Oriental y datados en torno a la segunda mitad del siglo IV, constituyen una de las pruebas más antiguas de la influencia hindú en el Sudeste Asiático. En el siglo XIV, Borneo se convirtió en un estado vasallo de Majapahit (en la actual Indonesia), cambiando posteriormente su lealtad a la dinastía Ming de China. Sulu preislámico, entonces conocido localmente como Lupah Sug, se extendía desde Palawan y el archipiélago de Sulu en Filipinas; hasta Sabah, Este, y Kalimantan del Norte en Borneo. El imperio Sulu surgió como rebelión y reacción contra el antiguo imperialismo Majapahit contra Sulu que Majapahit ocupó brevemente. La religión del Islam entró en la isla en el siglo X, tras la llegada de comerciantes musulmanes, que resultaron ser sufíess, que más tarde convirtieron a muchos pueblos indígenas de las zonas costeras.
El sultanato de Brunéi declaró su independencia de Majapahit tras la muerte del emperador Majapahit a mediados del siglo XIV. Durante su época dorada bajo Bolkiah, entre los siglos XV y XVII, el sultanato de Brunéi gobernó casi toda la zona costera de Borneo (prestando su nombre a la isla debido a su influencia en la región) y varias islas de Filipinas. Durante la década de 1450, Shari'ful Hashem Syed Abu Bakr, un árabe nacido en Johor, llegó a Sulu procedente de Malaca. En 1457, fundó el Sultanato de Sulu; se tituló a sí mismo como "Paduka Maulana Mahasari Sharif Sultan Hashem Abu Bakr". Tras su independencia en 1578 de la influencia de Brunéi, Sulu comenzó a expandir su talasocracia a partes del norte de Borneo. Los dos sultanatos que gobernaban el norte de Borneo habían comerciado tradicionalmente con China a través de los juncos chinos que llegaban con frecuencia. A pesar de la talasocracia de los sultanatos, la región interior de Borneo permaneció libre del dominio de cualquier reino.

## Economía colonial

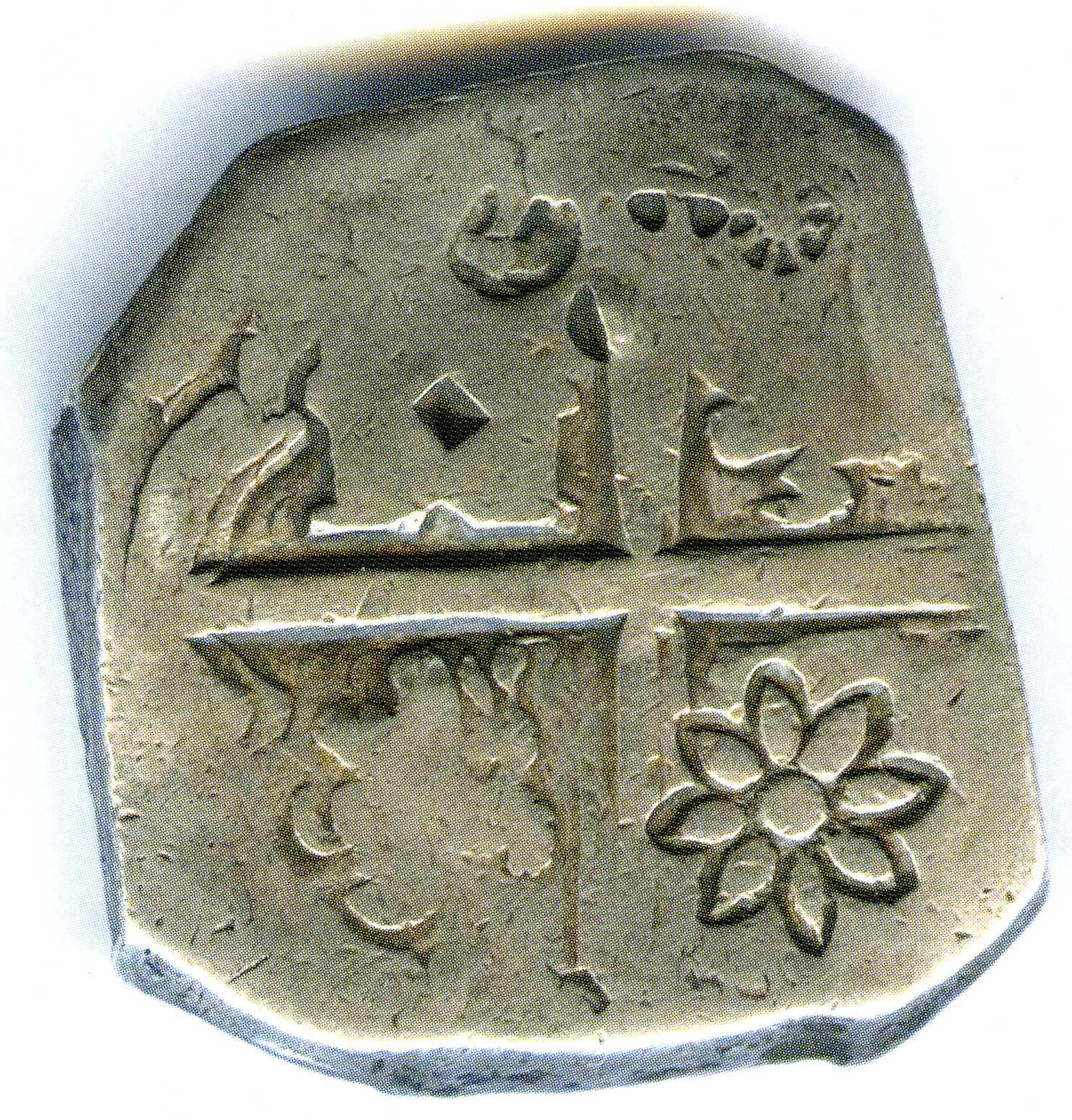
Moneda utilizada en Borneo con pequeña rosa de la ley.

Durante la segunda mitad del siglo XVII la débil situación de la economía de la región y la falta de monedas en circulación hizo que se permitiera la utilización de monedas extranjeras. Para garantizar la circulación y su valor, dichas piezas fueron marcadas con un pequeño dibujo que representaba la Dhamacakra (rosa de la ley). Este curioso dibujo se estampó sobre todo tipo de monedas españolas, talers de María Teresa I de Austria, 5 francos franceses y 960 reis brasileños.

## Geografía
Tiene una superficie de 743 330 km², que la convierten por tamaño en la tercera isla mayor del mundo.
La isla de Borneo está rodeada:
- al noroeste, por el mar de la China meridional;
- al noreste, por el mar de Sulu, cuyas aguas la separan de las islas Filipinas;
- al este, por el mar de Célebes y el estrecho de Macasar, cuyas aguas la separan de la isla de Célebes;
- al sur, por el mar de Java, cuyas aguas la separan de la homónima isla de Java;
- al oeste, el estrecho de Karimata, cuyas aguas la separan de la península Malaya y de Sumatra.

El punto más alto de Borneo es el monte Kinabalu en Sabah, con una altura de 4095 m.
Borneo es conocida también por su extensa red de cavernas. La Clearwater Cave tiene uno de los ríos subterráneos más largos del mundo. Deer Cave, que se cree que es el pasadizo de cueva más grande del mundo, alberga más de tres millones de murciélagos y se ha acumulado guano hasta más de 100 m de grosor.

### Hidrografía
Borneo es una isla que tiene una red fluvial bastante compleja, con muchos y largos ríos que recorren la isla desde la parte central en todas las direcciones, desembocando en todos los mares que la rodean. Partiendo desde el extremo oeste y recorriendo la isla en sentido contrario a las agujas del reloj, los principales ríos son los siguientes:
- En lndonesia

- río Kapuas, con aproximadamente 1143 km, que le hacen el más largo de Indonesia;
- río Pawuan;
- río Lamandau;
- río Pembuang;
- río Mendawai;
- río Kahayan (600 km);
- río Barito (880 km);
- río Mahakam (980 km), que tiene como afluentes los ríos Balayan y Telen;
- río Kelai;
- río Kayan;
- río Sesayap;

- En Malasia:

- río Segama;
- río Labuk;
- río Baram;
- río Rajang (562,5 km), en Sarawak, que es el río más largo de Malasia.

## Población humana

Lenguas de Kalimantan, en el sur de Borneo.

En la isla de Borneo, la población humana se puede considerar escasa porque la mayor parte de la isla, situada en el océano Pacífico, es selva virgen e inexplorada, la población humana en borneo es de: 17,7 millones de personas de las cuales el 17 % o 2,2 millones son indígenas dayak.

## Naturaleza

### Fauna y flora

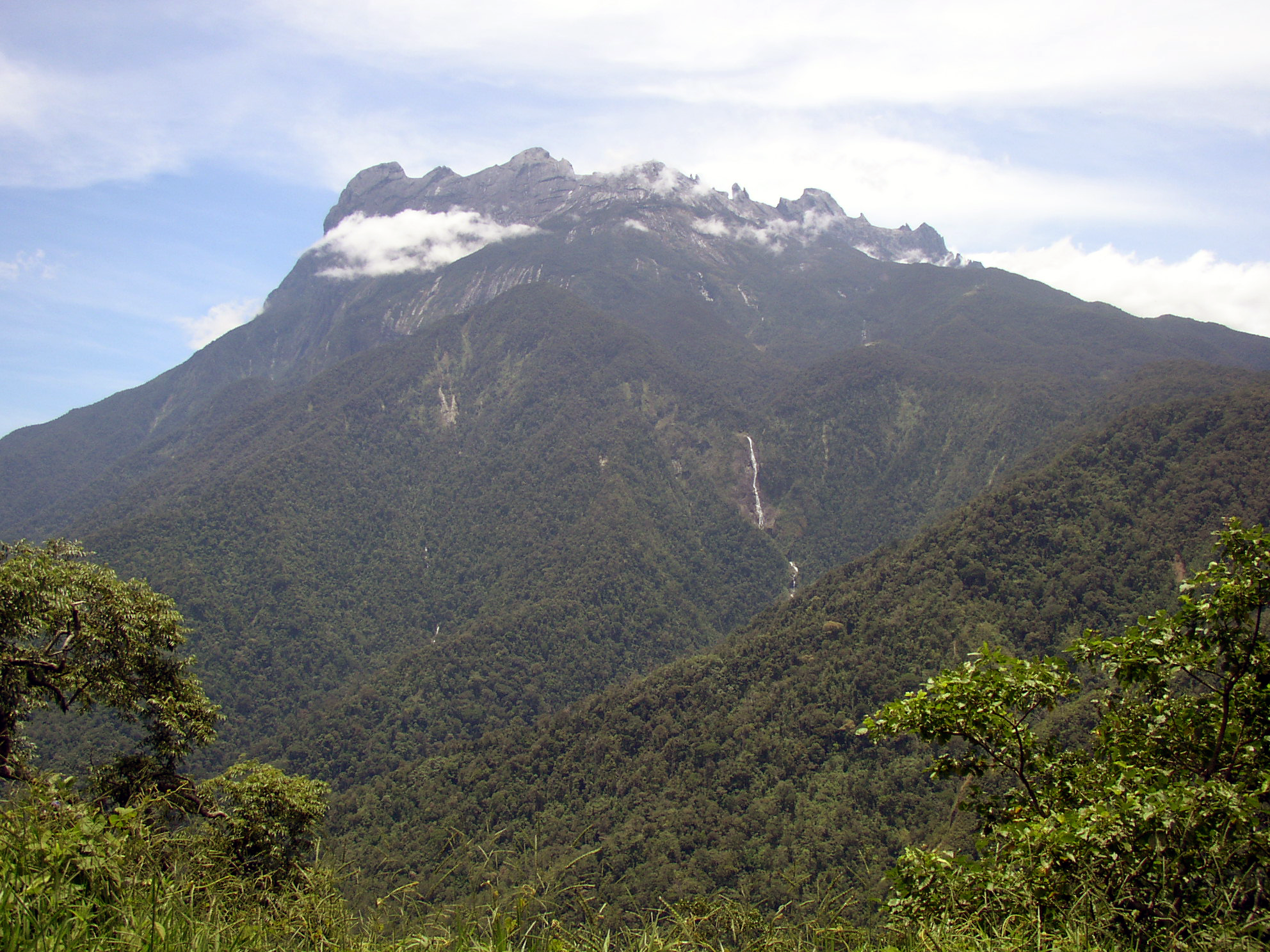
Monte Kinabalu.

Se han encontrado al menos 52 especies nuevas de animales y plantas en los últimos años en los bosques de Borneo,[cita requerida] siendo el número total de nuevas especies identificadas en la isla más de 400 desde 1994,[cita requerida] según un informe del Fondo Mundial para la Vida Salvaje (WWF).
Estos descubrimientos recientes incluyen 30 especies de peces únicos, dos especies de ranas arborícolas, 16 especies de jengibre, tres especies de árboles y una especie de planta con hojas largas, según informó el Foro Mundial para la Naturaleza.

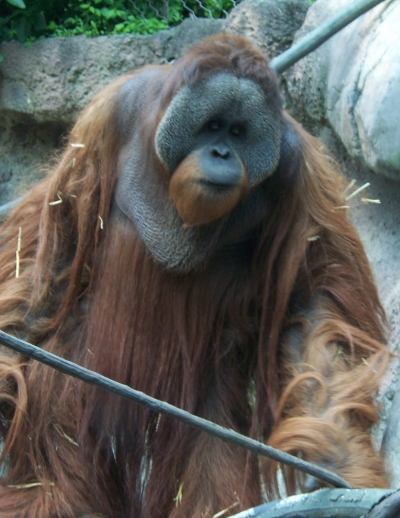
Orangután de Borneo.

Uno de los primates más emblemáticos de la isla es el orangután de Borneo (Pongo pygmaeus). El orangután de Borneo vive en las selvas tropicales de las tierras bajas de Borneo, así como en las selvas tropicales de montaña en las zonas montañosas hasta 1.500 m s. n. m. Esta especie vive en el dosel del bosque primario y secundario, y se desplaza grandes distancias para encontrar árboles que den frutos.
Se encuentra en los dos estados malayos de Sabah y Sarawak, y en cuatro de las cinco provincias indonesias de Kalimantan. Debido a la destrucción del hábitat, la distribución de la especie ahora es muy irregular en toda la isla, la especie se ha vuelto rara en el sureste de la isla, así como en el bosque entre el río Rajang en el centro de Sarawak y el río Padas en el oeste de Sabah. Su presencia en Brunéi es incierta y no confirmada.
El primer esqueleto completo de orangután que se descubrió fue en la provincia de Hoa Binh en Vietnam y se cree que es de la época del Pleistoceno tardío. Se diferenciaba de los orangutanes modernos solo en que su cuerpo era proporcionalmente más pequeño en comparación con su cabeza. Este fósil y otros confirman que los orangutanes alguna vez habitaron el sudeste asiático continental, aunque actualmente los orangutanes de Borneo solo se encuentran en Malasia e Indonesia.
“Estos descubrimientos reafirman la posición de Borneo como uno de los centros más importantes de biodiversidad en el mundo”, dijo el Coordinador Internacional del Programa del Corazón de Borneo del Fondo Mundial para la Naturaleza.
Los descubrimientos también incluyen seis peces siameses luchadores (típicos de los acuarios), uno de los cuales tiene un color azul-verdoso iridiscente; así como un pez gato de dientes protuberantes y un vientre adhesivo con el que, literalmente, se pega a las rocas, y una rana arbórea de ojos verdes asombrosamente brillantes. Animales únicos de estas regiones.
En cuanto a las plantas, los nuevos jengibres descubiertos elevan a más del doble las especies de ese vegetal conocidas hasta ahora y se han encontrado tres nuevas especies de árboles del género Beilschmiedia.
Los científicos han encontrado un pez miniatura, el segundo vertebrado más pequeño del mundo, que mide menos de 1 centímetro de largo y vive en los pantanos de agua turbia acídica de la isla.
La gran parte de esas nuevas especies se han descubierto en el 'Corazón de Borneo', una región montañosa de 220 000 km² cubierta de bosques húmedos ecuatoriales, situada en el centro de la isla.
El tiburón fluvial de borneo (Glyphis fowlerae) es uno de los seis tiburones de agua dulce. Esta especie es muy rara, y debido a la deforestación y pesca excesiva, este tiburón está en peligro crítico de extinción. Se cree que hay alrededor de 30 ejemplares en su hábitat natural.

## Deforestación
Borneo, la tercera isla en extensión del mundo, dividida entre los estados de Indonesia, Malasia y Brunéi, estuvo en el pasado cubierta por densa pluvisilvas pero lo mismo que ocurre con su tierra baja tropical y los bosques de altura, ha sufrido una amplia deforestación desde los años sesenta, conforme las economías autóctonas de la región experimentaron una rápida industrialización. En la década de los ochenta y los noventa los bosques de Borneo pasaron por una profunda transición. Fueron nivelados a un ritmo sin parangón en la historia humana, quemados, talados y despejados, y en general transformados en tierra agrícola, o plantaciones de aceite de palma. La mitad del comercio global anual de madera tropical procede actualmente de Borneo. Más aún, las plantaciones de aceite de palma están afectando a los últimos restos de pluvisilva primigenia. Se calcula que para el año 2022 se habrá destruido el 98 % de los bosques de Indonesia, principalmente debido a la tala ilegal, las plantaciones de palma para obtener aceite y los incendios forestales. La cubierta forestal presente en el arco de deforestación de la isla de Borneo (dividida entre Indonesia, Malasia, Brunéi) podría reducirse a menos de la cuarta parte de su superficie original antes del 2020, de mantenerse las tendencias actuales.
El World Wildlife Fund divide Borneo en una serie de ecorregiones diferenciadas, incluyendo las pluvisilvas de llanura de Borneo que cubre la mayor parte de la isla, con una superficie de 427 500 km², los bosques de turba pantanosos de Borneo, el Kerangas o bosques de brezo de Sondalandia, los bosques pantanosos de agua dulce del Suroeste de Borneo, y los manglares de la Plataforma de la Sonda. Las pluvisilvas montanas de Borneo quedan en las tierras altas del centro de la isla, por encima de los mil metros de altitud. Estas zonas representan el hábitat de muchas especies en peligro de extinción, como los orangutanes y elefantes y otros raros endemismos como la esquiva civeta de las palmeras de Hose.